# 石田正範
石田 正範（いしだ まさのり、1942年6月1日 - 2011年11月20日）は、日本の企業家。CKD会長。

## 略歴
1942年6月1日、愛知県生まれ。大学卒業後、1965年に中京電機株式会社（現CKD）入社。CKD株式会社取締役総務部長兼広告宣伝部長、同社取締役営業本部長、同社代表取締役専務営業本部長、同社代表取締役副社長を歴任する。
2005年に同社代表取締役社長へと昇格する。就任中は、アジア事業を大幅に強化するなど手腕をみせた。2008年6月同社代表取締役会長に就任。
2011年11月20日、名古屋市の病院で死去。69歳没。

## 学歴
- 1965年、青山学院大学経済学部経済学科卒業。